# L'Espinacièra
Lespinassièra (en francès Lespinassière) és un municipi de França de la regió d'Occitània, al departament de l'Aude.